# Gbelce
Gbelce (Hongaars:Köbölkút) is een Slowaakse gemeente in de regio Nitra, en maakt deel uit van het district Nové Zámky.
Gbelce telt 2259 inwoners.